# Annette Juhler Kjær
Annette Juhler Kjær (født 1961) er en dansk journalist og tidligere spindoktor.
Kjær læste medicin fire år, før hun fik arbejde som journalist. Hun arbejdede bl.a. på JydskeVestkysten, men kom i 1988 til TV Avisen som studievært. I 1995 blev hun informationschef i Danisco, men vendte i 1998 tilbage til skærmen, denne gang på TV 2, hvor hun først var på Nyhederne og fra 2002 på Go' aften Danmark. Efter en kort periode som kommunikationsrådgiver i Jøp, Ove & Myrthu blev hun i 2004 særlig rådgiver for vicestatsministeren, Bent Bendtsen, i Økonomi- og Erhvervsministeriet. Her var hun indtil 2007, hvor hun blev selvstændig med kommunikationsvirksomheden juhlers.com.
I 2008 var hun medstifter af pr- og public affairs firmaet, Vespa Crabro, som rådgiver forsvarsindustrien. Her stod hun sammen med kommunikationsrådgiveren Mads Lindberg bag en omfattende kampagne for det amerikanske F/A-18F kampfly, som produceres af den amerikanske flyproducent Boeing. 
I januar 2019 tiltrådte Annette Juhler Kjær en stilling som Director of Public Affairs & CSR i Salling Group, hvor hun særligt arbejdede med grøn omstilling og implementering af bæredygtige processer i dansk detailhandel.
Privat er Annette Juhler Kjær siden 1987 gift med journalist Søren Juhler. Sammen har de to voksne børn.